# Wu Jiaduo
Wu Jiaduo (pojednostavljeni kineski:吴佳多, tradicionalni kineski:吳佳多) je profesionalna njemačka stolnotenisačica podrijetlom iz Kine. Počela je trenirati stolni tenis sa 7 godina.
 1995. je postala prvakinjom provincije Zhejiang.
 Studirala je ekonomiju na Istočnokineskom sveučilištu znanosti i tehnologije.
 1998. je odselila u Njemačku zbog svoje stolnoteniske karijere. 2005. je počela igrati stolni tenis za Njemačku na međunarodnoj razini.